# صبانگ، آچه
صبانگ (به لاتین: Sabang) یک منطقهٔ مسکونی در اندونزی است که در آچه واقع شده‌است.
 صبانگ ۱۵۳٫۰۰ کیلومتر مربع مساحت و ۳۴٬۳۳۳ نفر جمعیت دارد.